# Luminița Anghel
Luminița Anghel (Bucarest, 7 ottobre 1968) è una cantante rumena.
Ha rappresentato la Romania all'Eurovision Song Contest 2005 con il brano Let Me Try, dove ha conquistato il primo podio in assoluto per il suo paese classificandosi terza.

## Biografia
Laureata in Sociologia e Psicologia all'Università Spiru Haret di Bucarest, Luminița Anghel ha raggiunto la fama nazionale vincendo il premio di Migliore artista al Festival nazionale di musica leggera di Mamaia del 1993, dove ha presentato il brano Din tot ce-a fost. Conquisterà un terzo posto nell'edizione del 1995 con Fereastră, il primo singolo radiofonico pubblicato dal suo album di debutto Șansa e de partea mea.
Nel 2005 ha vinto Selecția Națională, il programma di selezione rumeno per la ricerca del rappresentante nazionale per l'Eurovision Song Contest, con la canzone Let Me Try; ha così rappresentato la Romania all'edizione di quell'anno a Kiev, in Ucraina. Si è qualificata dalla semifinale, dove è risultata la più votata tra i 25 paesi in gara, e ha conquistato il terzo posto su 24 partecipanti nella finale totalizzando 158 punti, dietro alla Grecia e a Malta. È tuttora il miglior risultato eurovisivo per la Romania alla pari di Paula Seling e Ovi, medaglia di bronzo nel 2010. Luminița è risultata la più televotata in Israele, Portogallo e Spagna.
Oltre al 2005 la cantante ha partecipato a Selecția Națională altre sei volte: nel 1994 con Nu e prea târziu e Speranţă (finalista); nel 1996 con Încotro soartă (6º posto); nel 2000 con M-ai înșelat (6º posto); nel 2010 con Save Their Lives (2º posto); nel 2013 con Unique (3º posto); e infine nel 2015 con A Million Stars (2º posto).
Alle elezioni parlamentari in Romania del 2008 si è candidata come rappresentante di Bucarest per la Camera dei deputati fiancheggiata dal Partito Social Democratico, ma il seggio è stato vinto da Elena Udrea.

## Discografia

### Album in studio
- 1998 – Șansa e de partea mea
- 2001 – Promisiuni

### Raccolte
- 2008 – Best of Luminița Anghel

### Singoli
- 1993 – Din tot ce-a fost
- 1994 – Nu e prea târziu
- 1994 – Speranţă
- 1995 – Fereastră
- 1996 – Încotro soartă
- 2000 – M-ai înșelat
- 2005 – Let Me Try
- 2005 – Love Will Come
- 2006 – My Everything
- 2010 – I Ask You Why
- 2010 – Save Their Lives
- 2010 – You Took My Soul
- 2013 – Unique
- 2015 – A Million Stars